# Cassie Jaye
Cassie Jay, née le 1er mai 1986 est une réalisatrice américaine. Elle est notamment connue pour avoir réalisé en 2016 le documentaire The Red Pill sur le mouvement pour la défense des droits des hommes,.

## Biographie

### Jeunesse et formation
Jaye est née à Fort Sill (Oklahoma) de Nena Jaye. À l'âge de dix-huit ans, elle a déménagé à Los Angeles, où elle a été actrice pendant cinq ans avant de déménager dans le comté de Marin en 2008. Jaye n'aimait pas les rôles stéréotypés dans lesquels elle avait été engagée, qu'elle décrit comme « une mignonne fille d'à côté qui mourait toujours dans des films d'horreur ». Parallèlement à plusieurs incidents de harcèlement sexuel, cela l'a amenée à embrasser le féminisme. Elle a formé la société de production Jaye Bird Productions en 2008.

### Daddy I Do
Jaye réalise et produit le documentaire américain Daddy I Do (2010), qui examine les programmes d'éducation sexuelle et d'abstinence sexuelle en Amérique. Daddy I Do comprend des entretiens avec le fondateur de Silver Ring Thing, Denny Pattyn, l'écrivaine féministe Amanda Marcotte ainsi que Douglas Kirby. Le film traite également d'histoires personnelles de femmes confrontées à une grossesse à l'adolescence, à une mère célibataire, à un avortement et à une agression sexuelle,. Le magazine Bust félicite Jaye pour avoir révélé la vérité sur les programmes exclusivement réservés à l’abstinence, les histoires d’adolescents qui y adhèrent et ses conséquences.
Jaye a réalisé et produit son deuxième long métrage documentaire The Right to Love: An American Family en 2012. Le film raconte l'histoire d'une famille connue sous le nom de « Gay Family Values » sur YouTube à la suite de Proposition 8 (2008).

Le film est présenté pour la première fois en février 2012 au Castro Theatre de San Francisco, avec le conférencier invité Zach Wahls,. Le film a ensuite été projeté au Festival du film Frameline.
Jaye réalise et produit en 2016 le documentaire américain The Red Pill sur le mouvement des droits des hommes. Jaye passe un an à interviewer des personnalités des droits des hommes, telles que Paul Elam, fondateur de A Voice for Men, Harry Crouch, président de la Coalition nationale des hommes, Warren Farrell, auteur de The Myth of Male Power, et Erin Pizzey, qui a créé le premier refuge pour violences domestiques dans le monde moderne. Elle a également interviewé des critiques du mouvement, tels que la rédactrice en chef du magazine Ms. Katherine Spillar, et le sociologue Michael Kimmel. Jaye utilise initialement son propre argent pour financer le film, ainsi que celui de sa mère et de son petit ami car elle avait du mal à trouver des bailleurs de fonds de sources traditionnelles après avoir appris que le film adopterait une « approche équilibrée » vue du mouvement des droits des hommes,. Dans ce qu'elle appelle un « dernier recours », elle lance une campagne sur la plateforme de financement participatif Kickstarter. Le projet Kickstarter promettait d’être un regard juste et équilibré sur le mouvement des droits des hommes. Ses efforts ont été vivement critiqués par certaines personnes féministes, y compris David Futrelle, qui dirige un site Web appelé We Hunted the Mammoth, qui dit que cela ressemblait à de la propagande. Cependant, elle a reçu le soutien du chroniqueur de Breitbart News, Milo Yiannopoulos,,.
David Futrelle accuse également Jaye d'avoir sollicité des fonds auprès de membres du mouvement des droits des hommes qu'elle décrit avec sympathie. Elle déclara que la suggestion selon laquelle le film aurait été financé par des MRA (activistes des droits de l'homme) est « un mensonge commun qui ne cesse de se répandre » et que les commanditaires et les producteurs du film n'auraient aucune influence ou contrôle sur le film,. Alan Scherstuhl de The Village Voice, entre autres, reproche à ce film de ne pas avoir résisté aux commentaires controversés et au comportement de personnalités des droits de l'homme telles que Paul Elam,. Jaye défend le film comme étant « extrêmement équilibré » et que les gens ont été « entendus dans un contexte sans manipulation ».
Les projections du film ont été annulées en Australie à la suite de pétitions, de protestations et de menaces contre les organisateurs,,,,,.
Dans une interview donnée en 2017 à l'émission de télévision australienne The Project, interrogée sur le récent assassinat de son père par Luke Anderson, Jaye souligna qu'il s'agissait d'un exemple spécifique de victime masculine auteur masculin. Jaye qualifia l'entrevue de « hostile et agressive » et s'est retirée de certaines entrevues après l'incident,. Plus tard, elle reprit les entretiens mais a enregistré elle-même les discussions en déclarant qu'elle avait été "tellement mal citée".
Dans une interview accordée à l'émission télévisée australienne Weekend Sunrise, Jaye demanda directement aux animateurs de l'émission « Avez-vous vu le film ? » Ils répondirent que non,. Après avoir reçu une vague de commentaires critiquant les animateurs et soutenant Jaye, Sunrise retira la vidéo de l'interview de leur page Facebook. Jaye transféra l'entrevue sur sa propre page, où elle a été supprimée peu après en tant que violation du droit d'auteur. Interrogée sur la suppression de Facebook, une porte-parole du réseau Seven, qui produit Sunrise, refusa de commenter. Jaye posta également des copies d'écran de courriels pour prouver que le producteur de Sunrise avait reçu une copie du film un mois avant l'interview et que les organisateurs avaient eu suffisamment de temps pour le visionner. C'était pour réfuter l'affirmation des animateurs qu'ils ne recevraient pas de copie du film.
À la fin du film, Jaye déclare qu'elle ne s'identifiait plus comme une féministe, affirmant qu'elle estimait désormais que « le féminisme n'est pas la voie de l'égalité des sexes ». Bien qu'elle ne se dise plus féministe, elle a déclaré qu'elle était « toujours une partisane des droits des femmes et qu'elle le sera toujours », mais qu'elle « ajoute maintenant des hommes à la discussion ».

## Vie privée
Jaye est fiancée à Evan Davies, qui a également travaillé comme directeur de la photographie sur The Red Pill

## Filmographie
- 2010 : Daddy I Do[5]
- 2012 : The Right to Love: An American Family[36]
- 2016 : The Red Pill

## Prix
- 2010 : meilleur documentaire pour Daddy I Do, Festival international du film Daddy I Do Action On Film[37]
- 2010 : meilleur documentaire pour Daddy I Do, Festival international du cinéma d'Idyllwild[38]
- 2010 : meilleur film dramatique pour Daddy I Do, Festival international du film de Bare Bones [réf. nécessaire]
- 2012 : prix du meilleur commentaire social pour The Right to Love: An American Family, Festival international de films Action On Film [39]
- 2012 : grand prix du jury pour The Right to Love: An American Family, Festival international du film de Bare Bones [réf. nécessaire]
- 2017 : Best of Festival, excellence dans la production d'un documentaire et excellence dans la réalisation d'un documentaire pour The Red Pill, Festival international du cinéma Idyllwild[40]
- 2017 : Women In Film pour The Red Pill, Festival du film numérique DigiFest à Hollywood[41]